# Pacierz
Pacierz – zbiór modlitw obejmujący zwykle:
- Modlitwę Pańską (Ojcze Nasz),
- Pozdrowienie anielskie (Zdrowaś Maryjo),
- Skład apostolski (Wierzę w Boga),
- Dziesięć przykazań,
- Dwa przykazania miłości,
- modlitwę do Anioła Stróża (Aniele Boży),
- inne modlitwy, zależnie od stopnia rozbudowania pacierza.

Nazwa polska, za pośrednictwem języka czeskiego (cz. páteř), wywodzi się od pierwszych słów modlitwy po łac. Pater noster.

## Inne znaczenie
Zasugerowano, aby wydzielić z tego artykułu fragmenty do artykułu pacierz (miara).
Nazwa „pacierz” była także zwyczajową (pozaukładową) miarą czasu, równą około 25 sekundom (potrzebnym na odmówienie modlitwy Ojcze Nasz) lub odległości (przebywanej pieszo w tym czasie).
Pozostałe jednostki oparte na modlitwie: zdrowaśka, różaniec.